# Albert Arnheiter
Albert Stephan Arnheiter, född 20 juli 1890, död 26 april 1945, var en tysk roddare.
Arnheiter tog guld i fyra med styrman vid olympiska sommarspelen 1912 i Stockholm. Övriga i Tysklands lag var Hermann Wilker, Rudolf Fickeisen och Otto Fickeisen.